# Topobea subscabrula
Topobea subscabrula är en tvåhjärtbladig växtart som beskrevs av José Jéronimo Triana. Topobea subscabrula ingår i släktet Topobea och familjen Melastomataceae. Inga underarter finns listade i Catalogue of Life.